# Yaël Eisden
Yaël Eisden (Rotterdam, 11 januari 1994) is een Nederlands-Curaçaos voetballer die bij voorkeur speelt als middenvelder. Hij speelde als profvoetballer in Nederland, Letland en Griekenland.

## Carrière

### Sparta Rotterdam
Eisden kwam sinds de B-junioren uit voor Sparta Rotterdam. In de voorbereiding van het seizoen 2015/16 stroomde hij door naar de eerste selectie en maakte hij een goede indruk tijdens de oefenwedstrijden van de Rotterdammers. Op 1 augustus 2015 tekende hij zijn eerste profcontract bij de club. Hij tekende voor een seizoen met een optie voor nog twee seizoenen. Dertien dagen later maakte hij zijn debuut. In de wedstrijd tegen RKC Waalwijk (1-1) speelde Eisden de hele wedstrijd mee. In de eerste weken van het seizoen had Eisden een basisplaats bij Sparta. Door een afgescheurde kruisband zag hij zijn club in die jaargang vanaf de tribune kampioen van de Eerste Divisie worden en promoveren naar de Eredivisie. Na de promotie werd het contract van Eisden niet verlengd..

### Helmond Sport
Eind augustus 2016 ging Eisden op proef bij Helmond Sport. Helmond Sport wilde de middenvelder in september 2016 op amateurbasis aan de selectie toe voegen, maar dit bleek niet mogelijk omdat Eisden niet meer in aanmerking kwam voor dispensatie. Hierdoor sloot hij pas na de winterstop op amateurbasis aan bij de Helmonders. Helmond Sport nam aan het einde van het seizoen afscheid van de speler.

### RKC Waalwijk en buitenlandse clubs
De transfervrije Eisden sloot zich voor het seizoen 2017/18 op amateurbasis aan bij RKC Waalwijk. Daar kwam hij niet aan bod en medio 2018 zou hij naar VV Capelle gaan. In augustus 2018 vond hij in FK Jelgava uit Letland een nieuwe club. Aan het einde van 2019 werd zijn aflopende contract niet verlengd.
In februari 2020 ging Eisden aan de slag bij het Griekse Platanias FC. Hier kwam hij samen te spelen met landgenoot Doriano Kortstam.

## Carrièrestatistieken
| Seizoen | Club             | Land        | Competitie      | Competitie | Competitie | Beker | Beker | Play-offs | Play-offs | Totaal | Totaal |
| Seizoen | Club             | Land        | Competitie      | Wed.       | Dlp.       | Wed.  | Dlp.  | Wed.      | Dlp.      | Wed.   | Dlp.   |
| ------- | ---------------- | ----------- | --------------- | ---------- | ---------- | ----- | ----- | --------- | --------- | ------ | ------ |
| 2015/16 | Sparta Rotterdam | Nederland   | Eerste divisie  | 11         | 0          | 1     | 0     | 0         | 0         | 12     | 0      |
| 2016/17 | Helmond Sport    | Nederland   | Eerste divisie  | 14         | 0          | 0     | 0     | 3         | 0         | 17     | 0      |
| 2017/18 | RKC Waalwijk     | Nederland   | Eerste divisie  | 0          | 0          | 0     | 0     | 0         | 0         | 0      | 0      |
| 2018    | FK Jelgava       | Letland     | Virslīga        | 8          | 1          | 0     | 0     | 0         | 0         | 8      | 1      |
| 2019    | FK Jelgava       | Letland     | Virslīga        | 13         | 1          | 1     | 0     | 0         | 0         | 14     | 1      |
| 2019/20 | Platanias FC     | Griekenland | Football League | 2          | 0          | 0     | 0     | 0         | 0         | 2      | 0      |

## Erelijst

### Sparta Rotterdam
| Nationaal      |    |         |
| Jupiler League | 1x | 2015/16 |